# Анте Јонић
Анте Јонић (Биско, код Сиња, 8. март 1918 — Вагњ, код Ливна, 5. август 1942), учесник Народноослободилачке борбе и народни херој Југославије.

## Биографија
Рођен је 8. марта 1918. године у селу Биску, код Сиња. Живео је и одрастао у Сплиту. После завршетка Ниже трговачке школе, 1935. године, запослио се као трговачки помоћник и укључио се у рад синдиката. Године 1936. примљен је у чланство Савеза комунистичке омладине Југославије. Заједно с групом другова, 1937. године, са заставе Окружног суда у Сплиту скинуо је белу и плаву боју и оставио само црвену. На сахрани радника Буљановића, који је убијен 1939. године, Анте је носио црвени транспарент. Полиција је запазила његову активност, па је више пута био хапшен и кажњаван. Године 1939. примљен је у чланство Комунистичке партије Југославије, а марта 1941. изабран је за члана Покрајинског комитета СКОЈ-а за Далмацију.
После окупације Краљевине Југославије, Анте је радио на прикупљању оружја. С групом другова упао је кроз прозор у касарну на Грипама, из које је изнео три пушкомитраљеза, 15 пушака и 4 сандука муниције. Враћајући се, наишао је у граду на „Мачекову заштиту“ која је захтевала да јој преда оружје, али је он успео и њих да разоружа. Убрзо после тога, постао је вођа једне ударне групе, с којом је извео низ успелих акција и саботажа, до краја године у Сплиту. Крајем октобра изабран је за секретара Покрајинског комитета СКОЈ-а за Далмацију. Половином децембра, по одлуци Покрајинског комитета, отишао је у Книн због помоћи тамошњој партијској организацији у ширењу устанка и стварању партизанских јединица.
На Динари је 14. јануара 1942. године у селу Коритима, формиран Кнински партизански одред, а Анте је постављен за његовог команданта. Са својим Одредом, извео је велики број успелих акција. Његова храброст посебно је дошла до изражаја 15. марта, када је код села Крчића, код Книна, напао аутобус и заробио седам непријатељских војника. Одмах затим, на прузи Дрниш-Книн, убио је 50 италијанских војника и запленио велику количину оружја и муниције. Анте је 17. јуна 1942. године постављен за команданта новоформираног Првог ударног батаљона средње Далмације. Другог дана после формирања, под његовим руководством, батаљон је заузео Бискупију код Книна, убио команданта четничког пука Пају Поповића, и заробио чланове његовог штаба. Посебну храброст испољио је у борби против четника и Италијана на Козјаку, код Врлике, када је у жестокој борби нанео непријатељу велике губитке.
Почетком јула, Анте је упућен у Официрску школу при Главном штабу НОП одреда Хрватске. После завршетка школе, предвиђен је за заменика команданта Четврте оперативне зоне. Када је Врховни штаб НОП и ДВЈ, крајем јула 1942. године, одлучио да с пролетерским бригадама заузме Ливно, Средњодалматински одред је добио задатак да спречи продор непријатеља из Сплита и Сиња према Ливну. Тај задатак је поверен Антином батаљону. Непријатељ је 29. јула кренуо из Сиња према Вагњу с 23 камиона пуних војника. Почела је огорчена борба, у којој је Анте са својим борцима уништио 16 камиона са 150 војника, док је 7 камиона оштетио. Непријатељ је упутио појачање од 6 тенкова и више блиндираних кола у намери да се пробије у Ливно и да помоћ опкољеном гарнизону. У шестодневним тешким борбама, Први далматински ударни батаљон, на челу са својим командантом, водио је борбе прса у прса, али није дозволио непријатељу да се пробије до Ливна. У једном од јуриша, 5. августа 1942. године, погинуо је од минобацача Анте Јонић. Његов батаљон је успео да извршио наређење Врховног штаба, непријатељ није успео да се пробије до Ливна, које су истог дана заузеле јединице НОП и ДВ Југославије.
Указом Врховног штаба НОП и ДВЈ, 7. августа 1942. године, свега неколико дана после смрти, проглашен је за народног хероја, међу првим борцима НОВ и ПОЈ (први је народни херој из Далмације). У „Билтену Врховног штаба“ бр 17-19 о проглашењу Анте Јонића за народног хероја пише:
| „ | Додељује се назив народног хероја другу Анти Јонићу, команданту једног далматинског батаљона. Он је погинуо јуначком смрћу у борби са Италијанима на Прологу, 5. августа 1942 г. Друг Анте Јонић, омладинац, један од руководилаца СКОЈ-а и читаве далматинске омладине, започео је своју борбу против окупатора бацањем бомбе на италијанску војничку глазбу усред Сплита. У партизанским редовима истакао се као командант и неустрашив борац. | ” |